# Bienal de Istambul

Logotipo da Bienal de Istambul

A Bienal Internacional de Istambul é uma exposição de arte contemporânea que decorre em Istambul, Turquia, de dois em dois anos desde 1987. É organizada pela İstanbul Kültür Sanat Vakfı (İKSV, Fundação Para as Artes e Cultura de Istambul) e tem como objetivo ser um ponto de encontro das artes visuais entre artistas de diversas culturas e audiências. As bienais organizadas possibilitaram a formação de uma rede cultural internacional entre círculos artísticos turcos e internacionais, artistas, curadores e críticos de arte através da reunião de diversas tendências na arte contemporânea.
O evento é a maior exposição de arte organizada na Turquia e na área geográfica onde esse país se encontra. É considerada uma das das bienais mais experimentais e independentes da Europa e uma das mais importantes do mundo, a Bienal de Istambul privilegia um modelo que possibilita o diálogo entre artistas e público através das obras dos artistas em vez de adotar um modelo de representação nacional. O curador, nomeado por um conselho consultivo internacional, desenvolve uma estrutura concetual que serve de base aos convites de artistas e projetos. Após as primeiras duas bienais terem sido organizadas sob coordenação geral de Beral Madra em 1987 e 1989, a İKSV decidiu adotar o sistema um só comissário a partir da edição de 1992.

## Edições

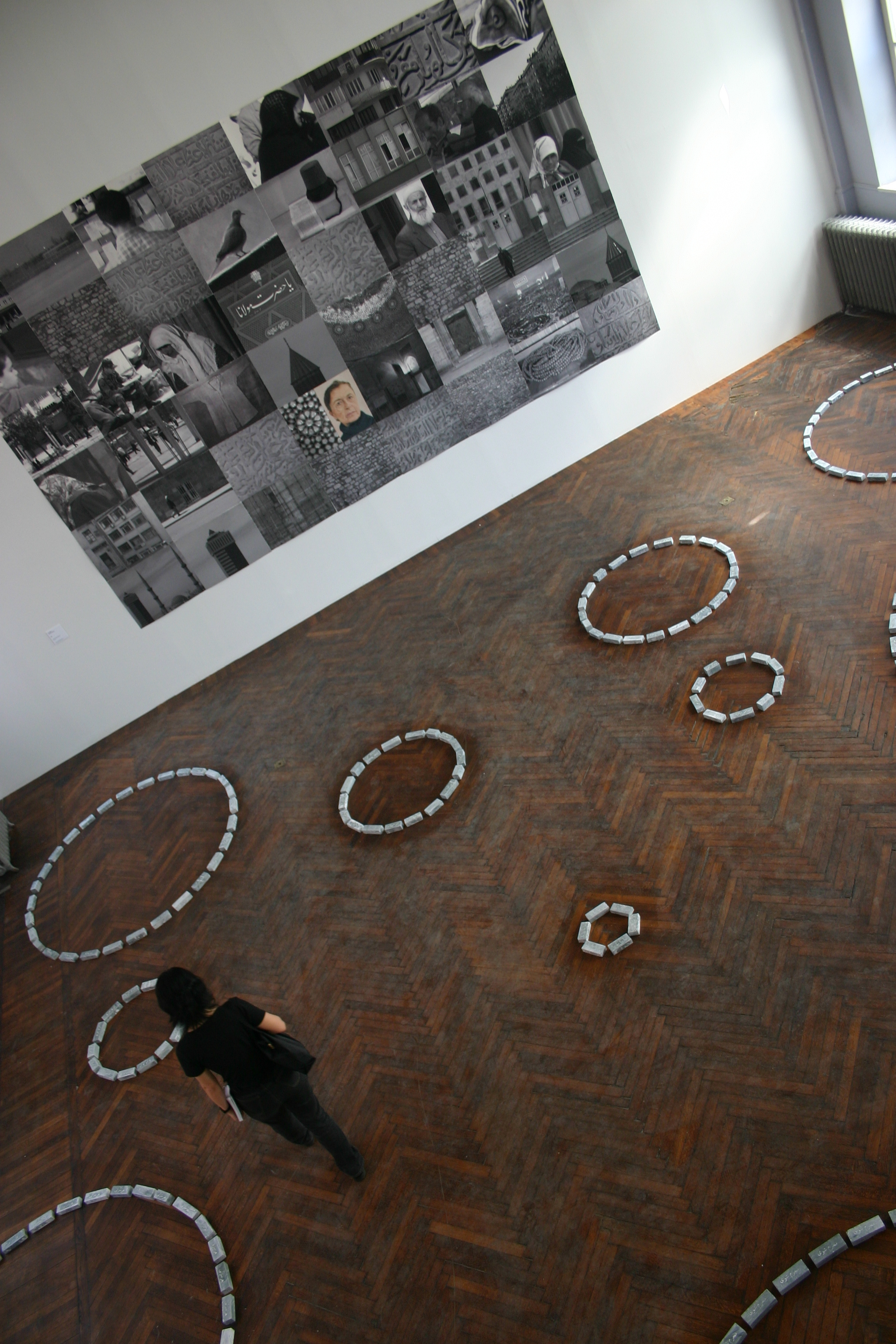
Instalação na 9ª Bienal de Istambul (2005)

| Ed. | Ano  | Tema                                                                         | Comissariado(es) |
| --- | ---- | ---------------------------------------------------------------------------- | --- |
| 1ª  | 1987 | Arte contemporânea em espaços tradicionais                                   | Coordenador geral: Beral Madra                                                                                                  |
| 2ª  | 1989 | Arte contemporânea em espaços tradicionais                                   | Coordenador geral: Beral Madra                                                                                                  |
| 3ª  | 1992 | Produção de Diferença Cultural                                               | Diretor: Vasif Kortun (Turquia)                                                                                                 |
| 4ª  | 1995 | Orient-ação - a imagem da arte num mundo paradoxal                           | Curador: René Block (França) |
| 5ª  | 1997 | Acerca da vida, beleza, traduções e outras dificuldades                      | Curadora: Rosa Martinez (Espanha)                                                                                               |
| 6ª  | 1999 | A paixão e a onda                                                            | Curador: Paolo Colombo (Itália)                                                                                                 |
| 7ª  | 2001 | Egofugal - fuga do ego para a próxima emergência                             | Curador: Yuko Hasegawa (Japão)                                                                                                  |
| 8ª  | 2003 | Justiça poética                                                              | Curador: Dan Cameron (Estados Unidos)                                                                                           |
| 9ª  | 2005 | Istambul                                                                     | Curadores: Charles Esche (Reino Unido) e Vasif Kortun                                                                           |
| 10ª | 2007 | Não apenas possível, mas também necessário: otimismo na era da guerra global | Curador: Hou Hanru (China) |
| 11ª | 2009 | O que mantém a humanidade viva?                                              | Curadores: Coletivo "What, How and for Whom/WHW" (Ivet Curlin, Ana Devic, Nataša Ilic, Sabina Sabolovic e Dejan Kršic, Croácia) |
| 12ª | 2011 | “Untitled” (sem título)                                                      | Curadores: Adriano Pedrosa (Brasil) e Jens Hoffmann (Costa Rica)                                                                |